# 노란밥
노란밥은 강황이나 사프란, 안나토 등으로 노랗게 물들인 쌀밥이다.

## 이름
- 나시 쿠닝(인도네시아어: nasi kuning)
- 아로스 아마리요(스페인어: arroz amarillo)

## 사진

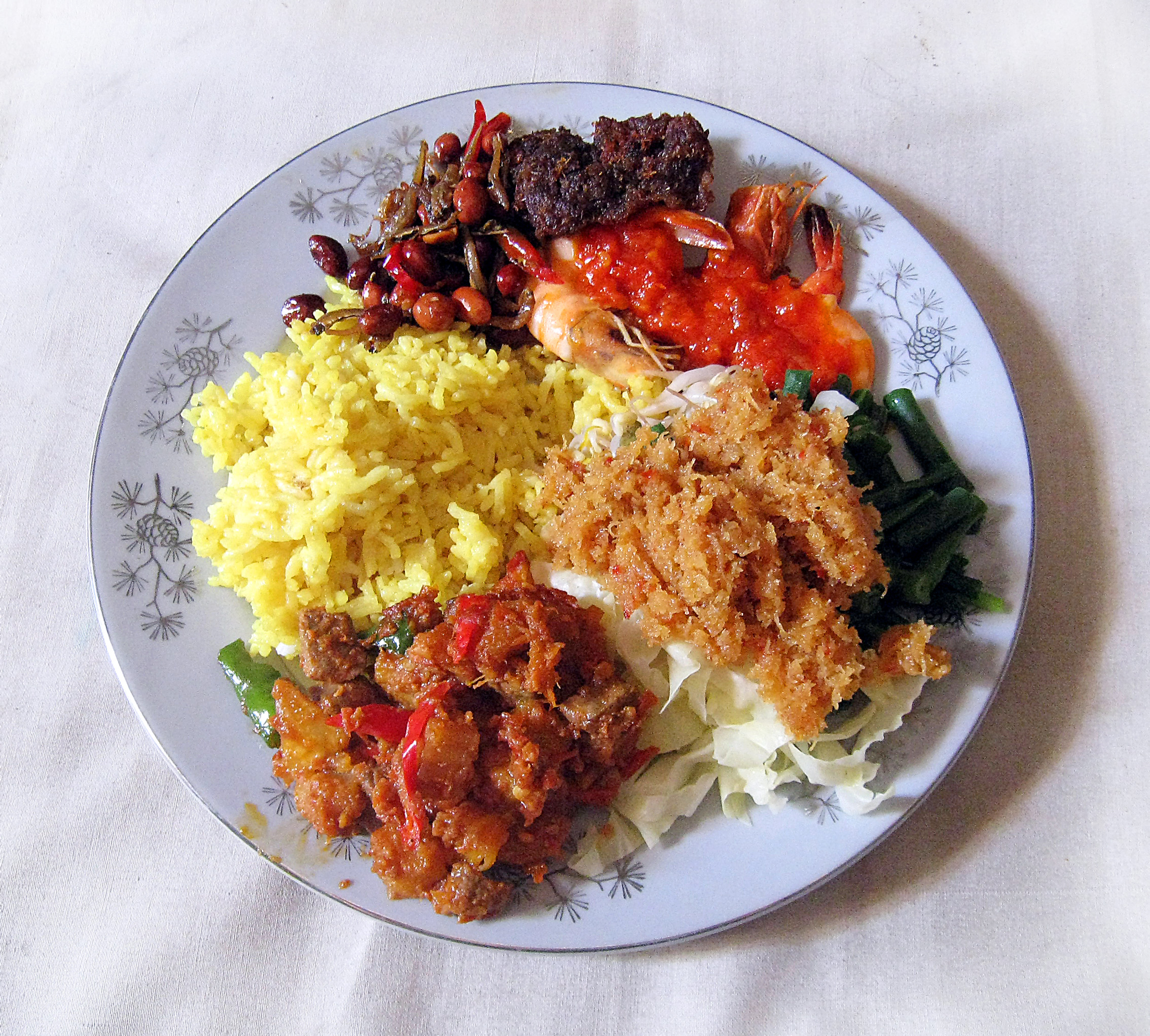
나시 쿠닝
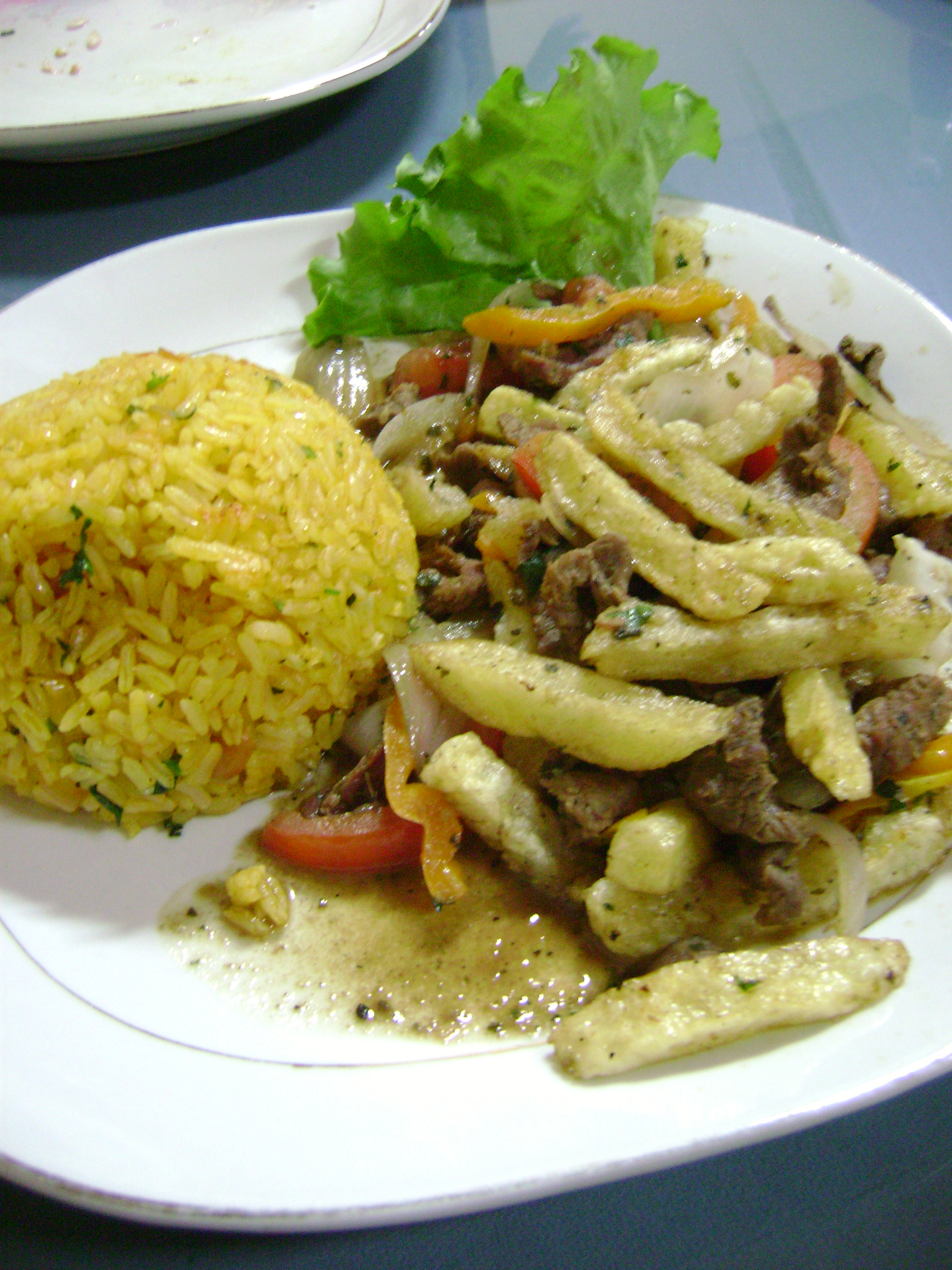
로모 살타도와 아로스 아마리요
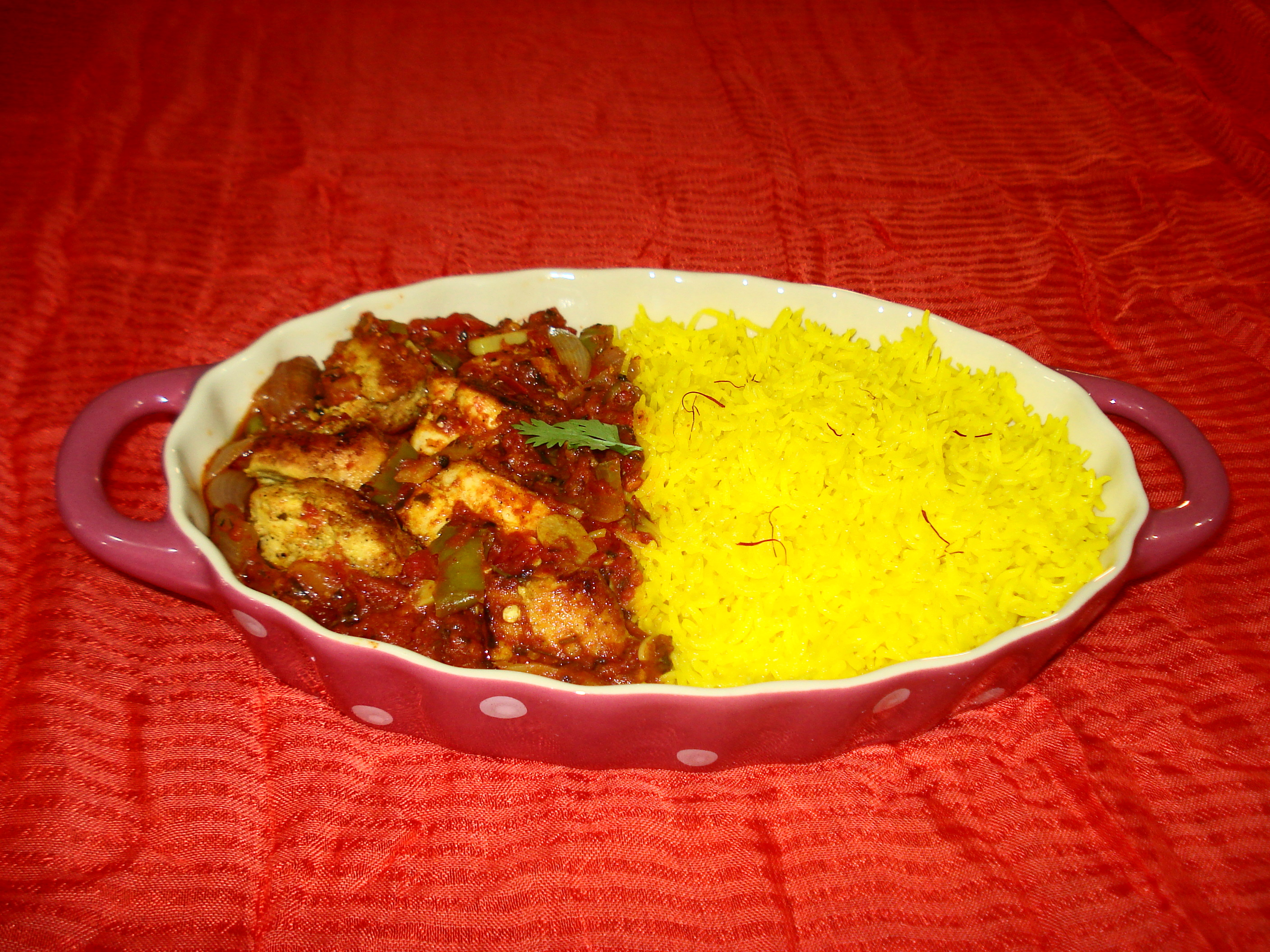
사프란밥과 치킨 티카 마살라

## 같이 보기
- 파에야
- 황금쌀